# Palazzo Caracciolo di Brienza

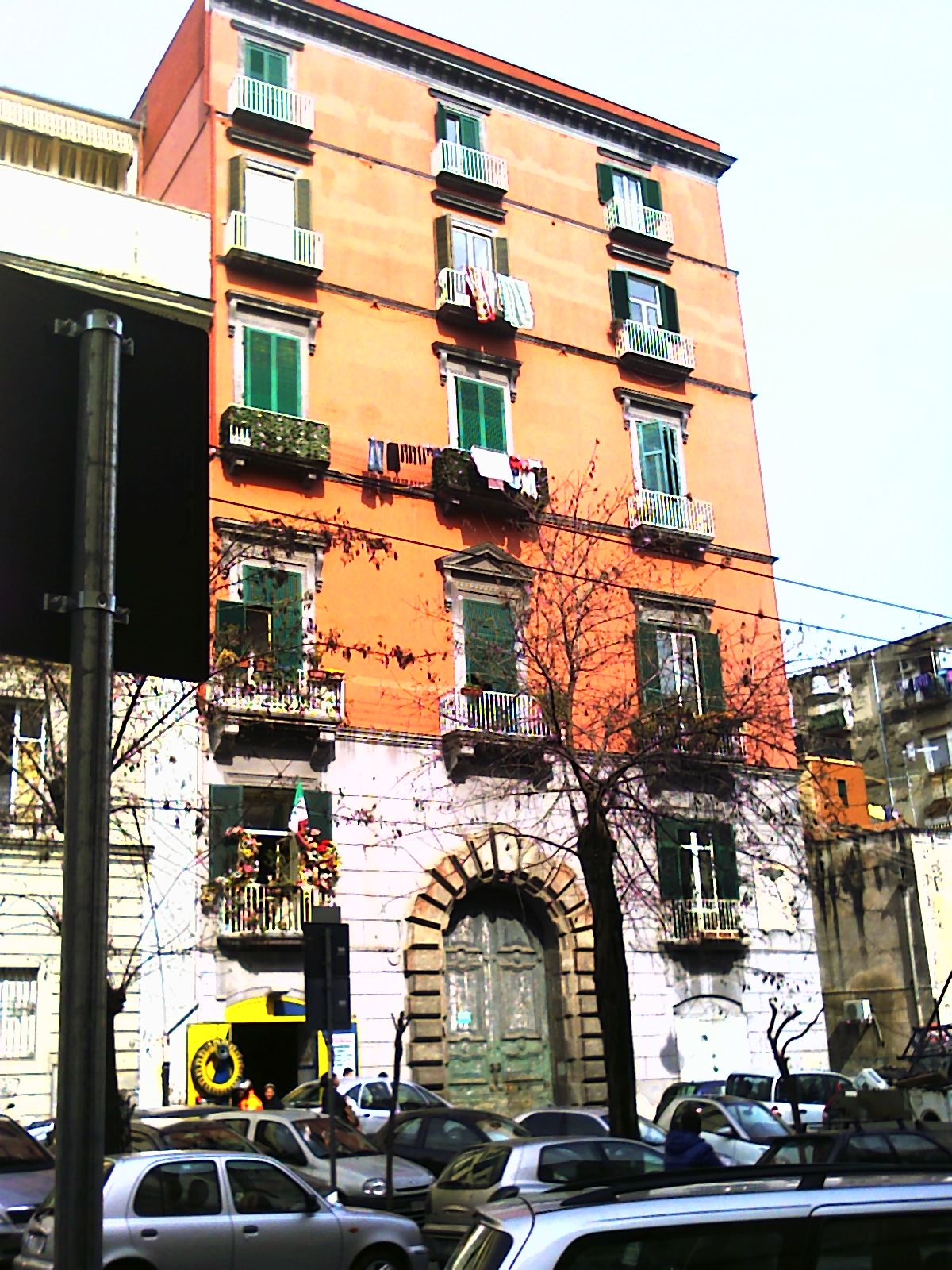
Palazzo Caracciolo di Brienza in Neapel

Der Palazzo Caracciolo di Brienza ist ein Palast aus dem 15. Jahrhundert im Viertel San Lorenzo von Neapel in der italienischen Region Kampanien. Er liegt in der Via Carbonara, 33, wenige Meter entfernt vom Palazzo Caracciolo di Oppido und vom Palazzo in Via Carbonara, 52.

## Geschichte und Beschreibung
Das Gebäude aus dem 15. Jahrhundert zeigt ein interessantes Beispiel katalanischer Architektur. Im Laufe der Jahrhunderte wurde es mehrfach umgestaltet: Dem 17. Jahrhundert ist das barocke Eingangsportal zuzuordnen, während die Fassade aus dem 19. Jahrhundert stammt.
Im Inneren befindet sich ein wertvoller Hof katalanischer Machart unter polygonalen Bögen. Am Ende des Hofes liegt eine schöne, offene Treppe mit drei Spannen, teilweise verdeckt durch einen modernen Aufzug, Sie zeigt Kreuzgewölbe und fliegende Strebepfeiler.

## Einzelnachweis
1. ↑  Nicola della Monica: Palazzi e giardini di Napoli. Newton Compton Editori, 2016, ISBN 978-88-227-0316-3 (google.com [abgerufen am 14. Februar 2024]).

Koordinaten: 40° 51′ 19″ N, 14° 15′ 42,3″ O